# Liga Femenina de Voleibol Argentino 2017
La Liga Femenina de Voleibol Argentino 2017 fue la vigésima primera edición del torneo más importante a nivel de clubes organizado por FeVA para equipos de voleibol femenino. En esta edición participaron diecinueve equipos. Comenzó el 3 de febrero.
Finalizó el 13 de abril cuando Gimnasia y Esgrima La Plata venció 3 a 0 a Vélez Sarsfield en el Polideportivo Víctor Nethol y logró su cuarto título en la competencia, el primero desde que lo organiza la FeVA.

## Equipos participantes
| - San Martín (Formosa) - San Isidro (Formosa) - Echagüe (Paraná) - San José (Entre Ríos) - Villa Dora (Santa Fe) - San Jorge (Santa Fe) - Club Rosario - Picún Leufú (Neuquén) - El Biguá (Neuquén) - Selección Argentina | - Gimnasia y Esgrima La Plata - Estudiantes de La Plata - Banco Provincia de La Plata - San Lorenzo de Almagro - River Plate (Buenos Aires) - Boca Juniors (Buenos Aires) - Vélez Sarsfield (Buenos Aires) - Club Unión (Comodoro Rivadavia) - Rivadavia Villa María (Córdoba) |

Bajas antes de la competencia
- Olimpo de Bahía Blanca[4]

## Modo de disputa
Primera fase
Los equipos se dividen en cinco zonas de cuatro equipos cada una. Los tres mejores de cada zona avanza de fase junto con el mejor cuarto.
Segunda fase
Los 16 equipos se dividen nuevamente en cuatro zonas de cuatro equipos. Los dos mejores equipos de cada zona de cuadrangulares avanzan a los triangulares. En los triangulares participan 6 equipos divididos en dos grupos. Nuevamente avanzan los dos mejores de cada grupo. Tanto en los triangulares como en los cuadrangulares, se enfrentan todos contra todos una vez, en una misma sede durante tres días corridos
Play offs, semifinales y final.
Las semifinales se juegan al mejor de 3 partidos. Se enfrentan de manera cruzada los cuatro clasificados, de manera que el primero de una zona juega contra el segundo de la otra. El primer encuentro es en cancha del peor ubicado, los dos restantes en cancha del mejor ubicado. Los ganadores avanzan a la final, mientras que los perdedores disputan el tercer puesto.

## Primera fase

### Zona A
| Pos. | Equipo               | Pts | Partidos | Partidos | Partidos | Sets | Sets |
| Pos. | Equipo               | Pts | PJ       | PG       | PP       | SG   | SP   |
| ---- | -------------------- | --- | -------- | -------- | -------- | ---- | ---- |
| 1.º  | Villa Dora           | 17  | 6        | 6        | 0        | 18   | 4    |
| 2.º  | Club Rosario         | 10  | 6        | 3        | 3        | 12   | 9    |
| 3.º  | San Martín (Formosa) | 9   | 6        | 3        | 3        | 12   | 11   |
| 4.º  | San Isidro (Formosa) | 0   | 6        | 0        | 6        | 0    | 18   |

|  |                 |
|  | Avanza de fase. |

Primer weekend
| 4 de febrero, 20:00 | Club Rosario | 0 - 3                           | Villa Dora |  |  |
|                     |              | ( 19-25, 15-25, 28-30 ) Reporte |            |  |  |

| 4 de febrero, 21:00 | San Martín (F) | 3 - 0                           | San Isidro (F) |  |  |
|                     |                | ( 25-14, 25-10, 25-15 ) Reporte |                |  |  |

Segundo weekend
| 9 de febrero, 21:00 | San Isidro (F) | 0 - 3                            | Villa Dora |  |  |
|                     |                | ( 25-12, 25-10 y 25-11 ) Reporte |            |  |  |

| 10 de febrero, 21:00 | San Martín (F) | 1 - 3                                  | Villa Dora |  |  |
|                      |                | ( 18-25, 19-25, 25-23, 24-26 ) Reporte |            |  |  |

| 11 de febrero, 20:00 | San Isidro (F) | 0 - 3                           | Club Rosario |  |  |
|                      |                | ( 13-25, 18-25, 13-25 ) Reporte |              |  |  |

| 12 de febrero, 21:00 | San Martín (F) | 0 - 3                           | Club Rosario |  |  |
|                      |                | ( 20-25, 22-25, 15-25 ) Reporte |              |  |  |

Tercer weekend
| 18 de febrero, 21:00 | San Isidro (F) | 0 - 3                           | San Martín (F) |  |  |
|                      |                | ( 15-25, 16-25, 13-25 ) Reporte |                |  |  |

Cuarto weekend
| 25 de febrero, 20:00 | Villa Dora | 3 - 2                                         | San Martín (F) |  |  |
|                      |            | ( 25-19, 25-27, 25-15, 21-25, 15-11 ) Reporte |                |  |  |

| 25 de febrero, 20:00 | Club Rosario | 3 - 0                           | San Isidro (F) |  |  |
|                      |              | ( 25-13, 25-15, 25-16 ) Reporte |                |  |  |

| 26 de febrero, 20:00 | Club Rosario | 2 - 3                                         | San Martín (F) |  |  |
|                      |              | ( 25-22, 19-25, 23-25, 29-27, 14-16 ) Reporte |                |  |  |

| 26 de febrero, 22:00 | Villa Dora | 3 - 0                          | San Isidro (F) |  |  |
|                      |            | ( 25-16, 25-11, 25-7 ) Reporte |                |  |  |

| 1 de marzo, 21:00 | Villa Dora | 3 - 1                                  | Club Rosario |  |  |
|                   |            | ( 25-23, 18-25, 25-20, 25-15 ) Reporte |              |  |  |

### Zona B
| Pos. | Equipo                     | Pts | Partidos | Partidos | Partidos | Sets | Sets |
| Pos. | Equipo                     | Pts | PJ       | PG       | PP       | SG   | SP   |
| ---- | -------------------------- | --- | -------- | -------- | -------- | ---- | ---- |
| 1.º  | Boca Juniors               | 18  | 6        | 6        | 0        | 18   | 0    |
| 2.º  | Banco Provincia (La Plata) | 12  | 6        | 4        | 2        | 12   | 7    |
| 3.º  | Picún Leufú                | 5   | 6        | 2        | 4        | 7    | 15   |
| 4.º  | El Biguá (Neuquén)         | 1   | 6        | 0        | 6        | 3    | 18   |

|  |                 |
|  | Avanza de fase. |

Primer weekend
| 4 de febrero, 20:00 | Boca Juniors | 3 - 0                           | Banco Provincia (LP) |  |  |
|                     |              | ( 25-14, 25-18, 25-23 ) Reporte |                      |  |  |

| 4 de febrero, 21:00 | Picún Leufú | 3 - 1                                  | El Biguá (N) |  |  |
|                     |             | ( 25-13, 25-13, 20-25, 25-15 ) Reporte |              |  |  |

Segundo weekend
| 7 de febrero, 21:30 | Picún Leufú | 0 - 3                           | Boca Juniors |  |  |
|                     |             | ( 19-25, 15-25, 14-25 ) Reporte |              |  |  |

| 8 de febrero, 21:30 | El Biguá (N) | 0 - 3                          | Boca Juniors |  |  |
|                     |              | ( 17-25, 13-25, 9-25 ) Reporte |              |  |  |

| 11 de febrero, 20:00 | Picún Leufú | 1 - 3                                  | Banco Provincia (LP) |  |  |
|                      |             | ( 22-25, 14-25, 25-21, 17-25 ) Reporte |                      |  |  |

| 12 de febrero, 20:00 | El Biguá (N) | 0 - 3                           | Banco Provincia (LP) |  |  |
|                      |              | ( 15-25, 11-25, 12-25 ) Reporte |                      |  |  |

Tercer weekend
| 17 de febrero, 21:00 | El Biguá (N) | 2 - 3                                        | Picún Leufú |  |  |
|                      |              | ( 25-23, 25-21, 17-25, 8-25, 11-15 ) Reporte |             |  |  |

Cuarto weekend
| 24 de febrero, 20:00 | Boca Juniors | 3 - 0                          | Picún Leufú |  |  |
|                      |              | ( 25-17, 27-25, 25-9 ) Reporte |             |  |  |

| 25 de febrero, 21:00 | Banco Provincia (LP) | 3 - 0                           | El Biguá (N) |  |  |
|                      |                      | ( 25-13, 25-11, 25-16 ) Reporte |              |  |  |

| 26 de febrero, 20:00 | Banco Provincia (LP) | 3 - 0                           | Picún Leufú |  |  |
|                      |                      | ( 25-13, 25-16, 25-16 ) Reporte |             |  |  |

| 26 de febrero, 20:00 | Boca Juniors | 3 - 0                         | El Biguá (N) |  |  |
|                      |              | ( 25-6, 25-17, 25-7 ) Reporte |              |  |  |

| 1 de marzo, 21:00 | Banco Provincia (LP) | 0 - 3                           | Boca Juniors |  |  |
|                   |                      | ( 21-25, 15-25, 23-25 ) Reporte |              |  |  |

### Zona C
| Pos. | Equipo                  | Pts | Partidos | Partidos | Partidos | Sets | Sets |
| Pos. | Equipo                  | Pts | PJ       | PG       | PP       | SG   | SP   |
| ---- | ----------------------- | --- | -------- | -------- | -------- | ---- | ---- |
| 1.º  | San Lorenzo de Almagro  | 15  | 6        | 5        | 1        | 15   | 4    |
| 2.º  | San Jorge (Santa Fe)    | 14  | 6        | 5        | 1        | 16   | 5    |
| 3.º  | Selección Argentina     | 5   | 6        | 2        | 4        | 6    | 14   |
| 4.º  | Rivadavia (Villa María) | 2   | 6        | 0        | 6        | 4    | 18   |

|  |                 |
|  | Avanza de fase. |

Primer weekend
| 5 de febrero, 21:00 | San Jorge (SF) | 3 - 0                           | Rivadavia (VM) |  |  |
|                     |                | ( 25-14, 25-11, 25-21 ) Reporte |                |  |  |

Segundo weekend
| 10 de febrero, 21:30 | Rivadavia (VM) | 0 - 3                           | San Lorenzo |  |  |
|                      |                | ( 12-25, 22-25, 17-25 ) Reporte |             |  |  |

| 11 de febrero, 21:00 | San Jorge (SF) | 3 - 0                           | Selección Argentina |  |  |
|                      |                | ( 25-18, 25-18, 25-18 ) Reporte |                     |  |  |

| 12 de febrero, 21:00 | San Jorge (SF) | 3 - 0                           | San Lorenzo |  |  |
|                      |                | ( 25-19, 25-16, 25-21 ) Reporte |             |  |  |

| 12 de febrero, 21:00 | Rivadavia (VM) | 2 - 3                                         | Selección Argentina |  |  |
|                      |                | ( 12-25, 25-22, 25-14, 24-26, 12-15 ) Reporte |                     |  |  |

Tercer weekend
| 18 de febrero, 19:00 | San Lorenzo | 3 - 0                           | Selección Argentina |  |  |
|                      |             | ( 25-15, 25-18, 25-19 ) Reporte |                     |  |  |

| 18 de febrero, 21:00 | Rivadavia (VM) | 2 - 3                                         | San Jorge (SF) |  |  |
|                      |                | ( 25-21, 18-25, 25-19, 23-25, 14-16 ) Reporte |                |  |  |

Cuarto weekend
| 22 de febrero, 21:00 | Selección Argentina | 0 - 3                           | San Lorenzo |  |  |
|                      |                     | ( 19-25, 23-25, 22-25 ) Reporte |             |  |  |

| 25 de febrero, 19:30 | Selección Argentina | 3 - 0                           | Rivadavia (VM) |  |  |
|                      |                     | ( 25-15, 25-16, 25-18 ) Reporte |                |  |  |

| 25 de febrero, 21:30 | San Lorenzo | 3 - 1                                  | San Jorge (SF) |  |  |
|                      |             | ( 25-21, 25-16, 21-25, 25-17 ) Reporte |                |  |  |

| 26 de febrero, 19:30 | Selección Argentina | 0 - 3                           | San Jorge (SF) |  |  |
|                      |                     | ( 19-25, 20-25, 15-25 ) Reporte |                |  |  |

| 26 de febrero, 21:30 | San Lorenzo | 3 - 0                           | Rivadavia (VM) |  |  |
|                      |             | ( 25-21, 25-23, 25-20 ) Reporte |                |  |  |

### Zona D
| Pos. | Equipo                  | Pts | Partidos | Partidos | Partidos | Sets | Sets |
| Pos. | Equipo                  | Pts | PJ       | PG       | PP       | SG   | SP   |
| ---- | ----------------------- | --- | -------- | -------- | -------- | ---- | ---- |
| 1.º  | Vélez Sarsfield         | 16  | 6        | 5        | 1        | 17   | 4    |
| 2.º  | San José (Entre Ríos)   | 14  | 6        | 5        | 1        | 16   | 6    |
| 3.º  | Estudiantes de La Plata | 6   | 6        | 2        | 4        | 7    | 12   |
| 4.º  | Echagüe                 | 0   | 6        | 0        | 6        | 0    | 18   |

|  |                 |
|  | Avanza de fase. |

Primer weekend
| 4 de febrero, 21:00 | Vélez Sarsfield | 3 - 0                           | Estudiantes de La Plata |  |  |
|                     |                 | ( 25-19, 25-18, 25-17 ) Reporte |                         |  |  |

| 4 de febrero, 21:00 | San José | 3 - 0                           | Echagüe |  |  |
|                     |          | ( 25-12, 25-10, 25-18 ) Reporte |         |  |  |

Segund weekend
| 10 de febrero, 21:30 | Echagüe | 0 - 3                           | Vélez Sarsfield |  |  |
|                      |         | ( 13-25, 16-25, 21-25 ) Reporte |                 |  |  |

| 10 de febrero, 21:30 | San José | 3 - 1                                  | Estudiantes de La Plata |  |  |
|                      |          | ( 25-15, 25-22, 12-25, 25-21 ) Reporte |                         |  |  |

| 11 de febrero, 21:30 | San José | 3 - 2                                        | Vélez Sarsfield |  |  |
|                      |          | ( 20-25, 25-19, 25-8, 20-25, 15-11 ) Reporte |                 |  |  |

| 12 de febrero, 20:00 | Echagüe | 0 - 3                           | Estudiantes de La Plata |  |  |
|                      |         | ( 15-25, 10-25, 23-25 ) Reporte |                         |  |  |

Tercer weekend
| 18 de febrero, 20:00 | Echagüe | 0 - 3                          | San José |  |  |
|                      |         | ( 18-25, 8-25, 18-25 ) Reporte |          |  |  |

| 18 de febrero, 21:00 | Estudiantes de La Plata | 0 - 3                           | Vélez Sarsfield |  |  |
|                      |                         | ( 26-28, 19-25, 23-25 ) Reporte |                 |  |  |

Cuarto weekend
| 24 de febrero, 21:30 | Estudiantes de La Plata | 3 - 0                           | Echagüe |  |  |
|                      |                         | ( 25-12, 25-22, 25-22 ) Reporte |         |  |  |

| 25 de febrero, 21:00 | Vélez Sarsfield | 3 - 0                         | Echagüe |  |  |
|                      |                 | ( 25-8, 25-14,25-16 ) Reporte |         |  |  |

| 25 de febrero, 21:00 | Estudiantes de La Plata | 0 - 3                           | San José |  |  |
|                      |                         | ( 19-25, 23-25, 26-28 ) Reporte |          |  |  |

| 26 de febrero, 21:00 | Vélez Sarsfield | 3 - 1                                 | San José |  |  |
|                      |                 | ( 23-25, 25-15, 25-9, 25-19 ) Reporte |          |  |  |

### Zona E
| Pos. | Equipo                | Pts | Partidos | Partidos | Partidos | Sets | Sets |
| Pos. | Equipo                | Pts | PJ       | PG       | PP       | SG   | SP   |
| ---- | --------------------- | --- | -------- | -------- | -------- | ---- | ---- |
| 1.º  | Gimnasia La Plata     | 17  | 6        | 6        | 0        | 18   | 2    |
| 2.º  | River Plate           | 10  | 6        | 3        | 3        | 11   | 10   |
| 3.º  | Unión (Chubut)        | 0   | 6        | 0        | 6        | 1    | 18   |
| 4.º  | Olimpo (Bahía Blanca) |     |          |          |          |      |      |

|  |                 |
|  | Avanza de fase. |

Primer weekend
| 3 de febrero, 21:00 | River Plate | 0 - 3                           | Gimnasia y Esgrima (LP) |  |  |
|                     |             | ( 11-25, 14-25, 28-30 ) Reporte |                         |  |  |

Segundo weekend
| 10 de febrero, 21:00 | Unión (CR) | 1 - 3                                 | River Plate |  |  |
|                      |            | ( 10-25, 25-22, 15-25, 9-25 ) Reporte |             |  |  |

| 11 de febrero, 21:00 | Unión (CR) | 0 - 3                           | River Plate |  |  |
|                      |            | ( 12-25, 18-25, 17-25 ) Reporte |             |  |  |

Tercer weekend
| 15 de febrero, 21:00 | Gimnasia y Esgrima (LP) | 3 - 0                            | River Plate |  |  |
|                      |                         | ( 25-20, 25-16 y 32-30 ) Reporte |             |  |  |

| 17 de febrero, 21:00 | Unión (CR) | 0 - 3                         | Gimnasia y Esgrima (LP) |  |  |
|                      |            | ( 8-25, 8-25, 12-25 ) Reporte |                         |  |  |

| 18 de febrero, 21:00 | Unión (CR) | 0 - 3                          | Gimnasia y Esgrima (LP) |  |  |
|                      |            | ( 8-25, 10-25, 12-25 ) Reporte |                         |  |  |

Cuarto weekend
| 25 de febrero, 20:00 | River Plate | 3 - 0                           | Unión (CR) |  |  |
|                      |             | ( 25-12, 25-12, 25-16 ) Reporte |            |  |  |

| 26 de febrero, 20:00 | Gimnasia y Esgrima (LP) | 3 - 0                           | Unión (CR) |  |  |
|                      |                         | ( 25-11, 25-11, 25-10 ) Reporte |            |  |  |

| 1 de marzo, 21:00 | River Plate | 2 - 3                                        | Gimnasia y Esgrima (LP) |  |  |
|                   |             | ( 28-26, 31-29, 22-20, 20-25, 4-15 ) Reporte |                         |  |  |

### Tabla de cuartos
| Pos. | Equipo                  | Pts | Partidos | Partidos | Partidos | Sets | Sets |
| Pos. | Equipo                  | Pts | PJ       | PG       | PP       | SG   | SP   |
| ---- | ----------------------- | --- | -------- | -------- | -------- | ---- | ---- |
| 1.º  | Rivadavia (Villa María) | 2   | 6        | 0        | 6        | 4    | 18   |
| 2.º  | El Biguá (Neuquén)      | 1   | 6        | 0        | 6        | 3    | 18   |
| 3.º  | San Isidro (Formosa)    | 0   | 6        | 0        | 6        | 0    | 18   |
| 4.º  | Echagüe                 | 0   | 6        | 0        | 6        | 0    | 18   |
| 5.º  | Olimpo (Bahía Blanca)   |     |          |          |          |      |      |

|  |                 |
|  | Avanza de fase. |

## Segunda fase

### Zona F
Equipo local: Boca Juniors.
| Pos. | Equipo                     | Pts | Partidos | Partidos | Partidos | Sets | Sets |
| Pos. | Equipo                     | Pts | PJ       | PG       | PP       | SG   | SP   |
| ---- | -------------------------- | --- | -------- | -------- | -------- | ---- | ---- |
| 1.º  | Boca Juniors               | 6   | 3        | 2        | 1        | 7    | 3    |
| 2.º  | Banco Provincia (La Plata) | 6   | 3        | 2        | 1        | 7    | 4    |
| 3.º  | Club Rosario               | 6   | 3        | 2        | 1        | 6    | 4    |
| 4.º  | Rivadavia (Villa María)    | 0   | 3        | 0        | 3        | 0    | 9    |

|  |                 |
|  | Avanza de fase. |

El desempate entre los tres equipos igualados en puntos se decidió por cantidad de sets ganados por cada equipo.
| 10 de marzo, 20:00 | Club Rosario | 3 - 1                                  | Banco Provincia (LP) | Polideportivo Quinquela Martín, Buenos Aires |  |
|                    |              | ( 22-25, 25-19, 25-17, 27-25 ) Reporte |                      |                                              |  |

| 10 de marzo, 22:00 | Boca Juniors | 3 - 0                           | Rivadavia (VM) | Polideportivo Quinquela Martín, Buenos Aires |  |
|                    |              | ( 25-21, 26-24, 25-22 ) Reporte |                |                                              |  |

| 11 de marzo, 20:00 | Banco Provincia (LP) | 3 - 0                           | Rivadavia (VM) | Polideportivo Quinquela Martín, Buenos Aires |  |
|                    |                      | ( 25-13, 25-14, 25-17 ) Reporte |                |                                              |  |

| 11 de marzo, 22:00 | Boca Juniors | 3 - 0                           | Club Rosario | Polideportivo Quinquela Martín, Buenos Aires |  |
|                    |              | ( 25-19, 25-18, 25-18 ) Reporte |              |                                              |  |

| 12 de marzo, 19:00 | Club Rosario | 3 - 0                           | Rivadavia (VM) | Polideportivo Quinquela Martín, Buenos Aires |  |
|                    |              | ( 25-15, 25-18, 26-24 ) Reporte |                |                                              |  |

| 12 de marzo, 21:00 | Boca Juniors | 1 - 3                                  | Banco Provincia (LP) | Polideportivo Quinquela Martín, Buenos Aires |  |
|                    |              | ( 13-25, 25-18, 32-34, 20-25 ) Reporte |                      |                                              |  |

### Zona G
Equipo local: Gimnasia y Esgrima La Plata.
| Pos. | Equipo                | Pts | Partidos | Partidos | Partidos | Sets | Sets |
| Pos. | Equipo                | Pts | PJ       | PG       | PP       | SG   | SP   |
| ---- | --------------------- | --- | -------- | -------- | -------- | ---- | ---- |
| 1.º  | Gimnasia La Plata     | 9   | 3        | 3        | 0        | 9    | 1    |
| 2.º  | San José (Entre Ríos) | 6   | 3        | 2        | 1        | 6    | 3    |
| 3.º  | River Plate           | 3   | 3        | 1        | 2        | 4    | 6    |
| 4.º  | Unión (Chubut)        | 0   | 3        | 0        | 3        | 0    | 9    |

|  |                 |
|  | Avanza de fase. |

| 10 de marzo, 19:00 | River Plate | 0 - 3                           | San José | Polideportivo Víctor Nethol, La Plata |  |
|                    |             | ( 21-25, 21-25, 24-26 ) Reporte |          |                                       |  |

| 10 de marzo, 21:00 | Gimnasia (LP) | 3 - 0                          | Unión (CR) | Polideportivo Víctor Nethol, La Plata |  |
|                    |               | ( 25-8, 25-12, 25-14 ) Reporte |            |                                       |  |

| 11 de marzo, 19:00 | San José | 3 - 0                           | Unión (CR) | Polideportivo Víctor Nethol, La Plata |  |
|                    |          | ( 25-10, 25-19, 25-14 ) Reporte |            |                                       |  |

| 11 de marzo, 21:00 | Gimnasia (LP) | 3 - 1                                  | River Plate | Polideportivo Víctor Nethol, La Plata |  |
|                    |               | ( 25-23, 25-15, 21-25, 25-17 ) Reporte |             |                                       |  |

| 12 de marzo, 19:00 | River Plate | 3 - 0                           | Unión (CR) | Polideportivo Víctor Nethol, La Plata |  |
|                    |             | ( 25-13, 25-13, 25-11 ) Reporte |            |                                       |  |

| 12 de marzo, 21:00 | Gimnasia (LP) | 3 - 0                           | San José | Polideportivo Víctor Nethol, La Plata |  |
|                    |               | ( 25-12, 25-17, 25-19 ) Reporte |          |                                       |  |

### Zona H
Equipo local: Villa Dora.
| Pos. | Equipo               | Pts | Partidos | Partidos | Partidos | Sets | Sets |
| Pos. | Equipo               | Pts | PJ       | PG       | PP       | SG   | SP   |
| ---- | -------------------- | --- | -------- | -------- | -------- | ---- | ---- |
| 1.º  | San Jorge (Santa Fe) | 8   | 3        | 3        | 0        | 9    | 4    |
| 2.º  | Villa Dora           | 7   | 3        | 2        | 1        | 8    | 3    |
| 3.º  | San Martín (Formosa) | 3   | 3        | 1        | 2        | 4    | 7    |
| 4.º  | Selección Argentina  | 0   | 3        | 0        | 3        | 2    | 9    |

|  |                 |
|  | Avanza de fase. |

| 10 de marzo, 19:00 | San Jorge (SF) | 3 - 1                                  | San Martín (F) | Estadio Villa Dora, Santa Fe |  |
|                    |                | ( 23-25, 25-12, 25-22, 25-20 ) Reporte |                |                              |  |

| 10 de marzo, 21:00 | Villa Dora | 3 - 0                           | Selección Argentina | Estadio Villa Dora, Santa Fe |  |
|                    |            | ( 25-15, 25-20, 26-24 ) Reporte |                     |                              |  |

| 11 de marzo, 19:00 | San Jorge (SF) | 3 - 1                                  | Selección Argentina | Estadio Villa Dora, Santa Fe |  |
|                    |                | ( 25-13, 21-25, 25-20, 25-16 ) Reporte |                     |                              |  |

| 11 de marzo, 21:00 | Villa Dora | 3 - 0                           | San Martín (F) | Estadio Villa Dora, Santa Fe |  |
|                    |            | ( 25-22, 25-21, 25-21 ) Reporte |                |                              |  |

| 12 de marzo, 18:00 | San Martín (F) | 3 - 1                                  | Selección Argentina | Estadio Villa Dora, Santa Fe |  |
|                    |                | ( 25-20, 15-25, 25-22, 25-22 ) Reporte |                     |                              |  |

| 12 de marzo, 20:00 | Villa Dora | 2 - 3                                         | San Jorge (SF) | Estadio Villa Dora, Santa Fe |  |
|                    |            | ( 25-20, 21-25, 18-25, 25-23, 13-15 ) Reporte |                |                              |  |

### Zona I
Equipo local: Vélez Sarsfield.
| Pos. | Equipo                  | Pts | Partidos | Partidos | Partidos | Sets | Sets |
| Pos. | Equipo                  | Pts | PJ       | PG       | PP       | SG   | SP   |
| ---- | ----------------------- | --- | -------- | -------- | -------- | ---- | ---- |
| 1.º  | San Lorenzo de Almagro  | 8   | 3        | 3        | 0        | 9    | 2    |
| 2.º  | Vélez Sarsfield         | 7   | 3        | 2        | 1        | 8    | 4    |
| 3.º  | Estudiantes de La Plata | 3   | 3        | 1        | 2        | 4    | 9    |
| 4.º  | Picún Leufú             | 0   | 3        | 0        | 3        | 0    | 9    |

|  |                 |
|  | Avanza de fase. |

| 10 de marzo, 18:00 | San Lorenzo | 3 - 0                           | Estudiantes (LP) | Microestadio Vélez, Buenos Aires |  |
|                    |             | ( 25-18, 25-22, 25-23 ) Reporte |                  |                                  |  |

| 10 de marzo, 20:00 | Vélez Sarsfield | 3 - 0                          | Picún Leufú | Microestadio Vélez, Buenos Aires |  |
|                    |                 | ( 25-15, 25-9, 25-14 ) Reporte |             |                                  |  |

| 11 de marzo, 18:00 | San Lorenzo | 3 - 0                           | Picún Leufú | Microestadio Vélez, Buenos Aires |  |
|                    |             | ( 25-20, 25-21, 26-24 ) Reporte |             |                                  |  |

| 11 de marzo, 20:00 | Vélez Sarsfield | 3 - 1                                  | Estudiantes (LP) | Microestadio Vélez, Buenos Aires |  |
|                    |                 | ( 27-25, 25-15, 24-26, 25-12 ) Reporte |                  |                                  |  |

| 12 de marzo, 18:00 | Estudiantes (LP) | 3 - 0                           | Picún Leufú | Microestadio Vélez, Buenos Aires |  |
|                    |                  | ( 25-15, 25-17, 25-10 ) Reporte |             |                                  |  |

| 12 de marzo, 20:00 | Vélez Sarsfield | 2 - 3                                        | San Lorenzo | Microestadio Vélez, Buenos Aires |  |
|                    |                 | ( 21-25, 25-21, 21-25, 25-14, 8-15 ) Reporte |             |                                  |  |

## Tercera fase

### Zona J
Equipo local: San Lorenzo de Almagro.
| Pos. | Equipo                 | Pts | Partidos | Partidos | Partidos | Sets | Sets |
| Pos. | Equipo                 | Pts | PJ       | PG       | PP       | SG   | SP   |
| ---- | ---------------------- | --- | -------- | -------- | -------- | ---- | ---- |
| 1.º  | Boca Juniors           | 9   | 3        | 3        | 0        | 9    | 0    |
| 2.º  | San Lorenzo de Almagro | 6   | 3        | 2        | 1        | 6    | 4    |
| 3.º  | Villa Dora             | 3   | 3        | 1        | 2        | 4    | 6    |
| 4.º  | San José (Entre Ríos)  | 0   | 3        | 0        | 3        | 0    | 9    |

|  |                 |
|  | Avanza de fase. |

| 24 de marzo, 18:00 | Boca Juniors | 3 - 0                           | Villa Dora | Polideportivo Roberto Pando, Buenos Aires |  |
|                    |              | ( 25-21, 25-20, 26-24 ) Reporte |            |                                           |  |

| 24 de marzo, 20:00 | San Lorenzo | 3 - 0                           | San José (ER) | Polideportivo Roberto Pando, Buenos Aires |  |
|                    |             | ( 25-18, 25-14, 25-20 ) Reporte |               |                                           |  |

| 25 de marzo, 18:00 | Boca Juniors | 3 - 0                           | San José (ER) | Polideportivo Roberto Pando, Buenos Aires |  |
|                    |              | ( 25-14, 25-23, 25-20 ) Reporte |               |                                           |  |

| 25 de marzo, 20:00 | San Lorenzo | 3 - 1                                  | Villa Dora | Polideportivo Roberto Pando, Buenos Aires |  |
|                    |             | ( 25-22, 25-23, 24-26, 26-24 ) Reporte |            |                                           |  |

| 26 de marzo, 20:00 | Villa Dora | 3 - 0                           | San José (ER) | Polideportivo Roberto Pando, Buenos Aires |  |
|                    |            | ( 25-21, 25-17, 25-13 ) Reporte |               |                                           |  |

| 26 de marzo, 22:00 | San Lorenzo | 0 - 3                           | Boca Juniors | Polideportivo Roberto Pando, Buenos Aires |  |
|                    |             | ( 21-25, 21-25, 23-25 ) Reporte |              |                                           |  |

### Zona K
Equipo local: Gimnasia y Esgrima La Plata.
| Pos. | Equipo                     | Pts | Partidos | Partidos | Partidos | Sets | Sets |
| Pos. | Equipo                     | Pts | PJ       | PG       | PP       | SG   | SP   |
| ---- | -------------------------- | --- | -------- | -------- | -------- | ---- | ---- |
| 1.º  | Gimnasia La Plata          | 8   | 3        | 3        | 0        | 9    | 3    |
| 2.º  | Vélez Sarsfield            | 6   | 3        | 2        | 1        | 7    | 3    |
| 3.º  | San Jorge (Santa Fe)       | 3   | 3        | 1        | 2        | 3    | 7    |
| 4.º  | Banco Provincia (La Plata) | 1   | 3        | 0        | 3        | 3    | 9    |

|  |                 |
|  | Avanza de fase. |

| 24 de marzo, 18:00 | San Jorge (SF) | 3 - 1                                  | Banco Provincia (LP) | Polideportivo Víctor Nethol, La Plata |  |
|                    |                | ( 23-25, 25-18, 25-20, 25-21 ) Reporte |                      |                                       |  |

| 24 de marzo, 20:00 | Gimnasia (LP) | 3 - 1                                  | Vélez Sarsfield | Polideportivo Víctor Nethol, La Plata |  |
|                    |               | ( 25-11, 24-26, 25-15, 25-20 ) Reporte |                 |                                       |  |

| 25 de marzo, 18:00 | San Jorge (SF) | 0 - 3                           | Vélez Sarsfield | Polideportivo Víctor Nethol, La Plata |  |
|                    |                | ( 25-27, 10-25, 22-25 ) Reporte |                 |                                       |  |

| 25 de marzo, 20:00 | Gimnasia (LP) | 3 - 2                                         | Banco Provincia (LP) | Polideportivo Víctor Nethol, La Plata |  |
|                    |               | ( 17-25, 25-11, 19-25, 25-16, 15-13 ) Reporte |                      |                                       |  |

| 26 de marzo, 16:00 | Vélez Sarsfield | 3 - 0                           | Banco Provincia (LP) | Polideportivo Víctor Nethol, La Plata |  |
|                    |                 | ( 25-12, 25-22, 25-13 ) Reporte |                      |                                       |  |

| 26 de marzo, 18:30 | Gimnasia (LP) | 3 - 0                           | San Jorge (SF) | Polideportivo Víctor Nethol, La Plata |  |
|                    |               | ( 25-23, 25-16, 25-22 ) Reporte |                |                                       |  |

## Cuarta fase; play-offs
|  | Semifinales         | Semifinales | Semifinales     | Semifinales |   |                     | Final | Final | Final | Final |  |
|  |                     |             |                 |             |   |                     |       |       |       |       |  |
|  |                     |             |                 |             |   |                     |       |       |       |       |  |
|  | Boca Juniors        | 0           | 3               | 1           |   |                     |       |       |       |       |  |
|  | Boca Juniors        | 0           | 3               | 1           |   |                     |       |       |       |       |  |
|  | Vélez Sarsfield     | 3           | 2               | 3           |   |                     |       |       |       |       |  |
|  | Vélez Sarsfield     | 3           | 2               | 3           |   | Gimnasia (La Plata) | 3     | 3     | —     |       |  |
|  |                     |             |                 |             |   | Gimnasia (La Plata) | 3     | 3     | —     |       |  |
|  |                     |             | Vélez Sarsfield | 2           | 0 | —                   |       |       |       |       |  |
|  | Gimnasia (La Plata) | 3           | Vélez Sarsfield | 2           | 0 | —                   | 3     | —     |       |       |  |
|  | Gimnasia (La Plata) | 3           |                 |             |   |                     | 3     | —     |       |       |  |
|  | San Lorenzo         | 1           | 1               | —           |   |                     |       |       |       |       |  |
|  | San Lorenzo         | 1           | 1               | —           |   |                     |       |       |       |       |  |
|  |                     |             |                 |             |   |                     |       |       |       |       |  |

### Semifinales
Boca Juniors - Vélez Sarsfield
| 1 de abril, 21:00 | Vélez Sarsfield | 3 - 0                           | Boca Juniors | Microestadio Vélez, Buenos Aires |                                 |
|                   |                 | ( 25-12, 25-11, 25-22 ) Reporte |              | Árbitro(s): Villarreal y Bagala  | Árbitro(s): Villarreal y Bagala |

| 6 de abril, 21:00 | Boca Juniors | 3 - 2                                         | Vélez Sarsfield | Polideportivo, Dolores       |                              |
|                   |              | ( 25-17, 16-25, 20-25, 25-15, 15-13 ) Reporte |                 | Árbitro(s): Cañete y Herrera | Árbitro(s): Cañete y Herrera |

| 7 de abril, 22:00 | Boca Juniors | 1 - 3                                  | Vélez Sarsfield | Polideportivo, Dolores |  |
|                   |              | ( 20-25, 25-17, 23-25, 17-25 ) Reporte |                 |                        |  |

Gimnasia y Esgrima La Plata - San Lorenzo de Almagro
| 1 de abril, 20:00 | San Lorenzo | 1 - 3                                  | Gimnasia (LP) | Polideportivo Roberto Pando, Buenos Aires |                                |
|                   |             | ( 25-21, 19-25, 23-25, 22-25 ) Reporte |               | Árbitro(s): Silva y Perznianko            | Árbitro(s): Silva y Perznianko |

| 4 de abril, 21:00 | Gimnasia (LP) | 3 - 1                                  | San Lorenzo | Polideportivo Víctor Nethol, La Plata |                              |
|                   |               | ( 26-24, 25-22, 20-25, 25-18 ) Reporte |             | Árbitro(s): Isaac y Riccioni          | Árbitro(s): Isaac y Riccioni |

### Final
Gimnasia y Esgrima La Plata - Vélez Sarsfield
| 12 de abril, 21:00 | Vélez Sarsfield | 2 - 3                                         | Gimnasia (LP) | Microestadio Vélez, Buenos Aires |                               |
|                    |                 | ( 25-17, 21-25, 21-25, 25-16, 13-15 ) Reporte |               | Árbitro(s): * Silva * Herrera    | Árbitro(s): * Silva * Herrera |

| 13 de abril, 19:00 | Gimnasia (LP) | 3 - 0                           | Vélez Sarsfield | Polideportivo Víctor Nethol, La Plata |                             |
|                    |               | ( 25-21, 26-24, 25-17 ) Reporte |                 | Árbitro(s): * René * Romano           | Árbitro(s): * René * Romano |
| TV: DeporTV        |               |                                 |                 |                                       |                             |

Gimnasia y Esgrima La Plata

Campeón

Cuarto título